# Оравка (Малопольське воєводство)
Оравка (пол. Orawka) — село в Польщі, у гміні Яблонка Новотарзького повіту Малопольського воєводства.
Населення — 999 осіб (2011).
У 1975-1998 роках село належало до Новосондецького воєводства.
Протікає річка Чєрна Орава.

## Демографія
Демографічна структура станом на 31 березня 2011 року:
|          | Загалом | Допрацездатний вік | Працездатний вік | Постпрацездатний вік |
| -------- | ------- | ------------------ | ---------------- | -------------------- |
| Чоловіки | 511     | 130                | 327              | 54                   |
| Жінки    | 488     | 115                | 265              | 108                  |
| Разом    | 999     | 245                | 592              | 162                  |